# Конденсатний фактор
Конденсатний фактор, Конденсатогазовий фактор (рос. конденсатогазовый (конденсатный) фактор; англ. gas-condensate (condensate) factor; нім. Gaskondensatfaktor m) — вміст газового конденсату в продукції газоконденсатних свердловин; масова кількість вуглеводнів, яка переходить у рідку фазу, що припадає на одиницю об'єму газу, за умов, при яких забезпечується подавання газу в газопровід. Вимірюється в см3/м3, об'єм газу при цьому зводиться до стандартних умов (тиску 1,01х105 Па і температури +20°С). Визначають К.ф. по насиченому (сирому) і стабілізованому конденсату на початок розробки покладу і на кожному етапі його експлуатації. На К.ф. впливає режим роботи газоконденсатного покладу. Конденсатний фактор свердловини також може вимірюватись в тонах видобутого газового конденсату на 1 тисячу метрів кубічних видубутого природного газу, зведених до стандартних умов вимірювання.
До газоконденсатних відносять поклади з яких видобувають слабко забарвлені або безбарвні вуглеводневі рідини густиною 740—780 кг/м3 з Кг = 900—1000 м3/м3. Нафтовий поклад Кг ˂ 630—650 м3/м3.
Газоконденсатний фактор Кг — кількість газу в кубічних метрах, що припадає на 1 м3 одержуваної рідкої продукції — конденсату. До газоконденсатних відносять поклади з яких видобувають слабко забарвлені або безбарвні вуглеводневі рідини густиною 740—780 кг/м3 з Кг = 900—1000 м3/м3.
Дослідження на конденсатність (газоконденсатні дослідження) - комплекс польових та лабораторних досліджень, що проводяться з метою визначення конденсатогазового (далі - КГФ) і водного (ВФ) факторів, розрахунку компонентного складу пластової системи.